# Kapuvár

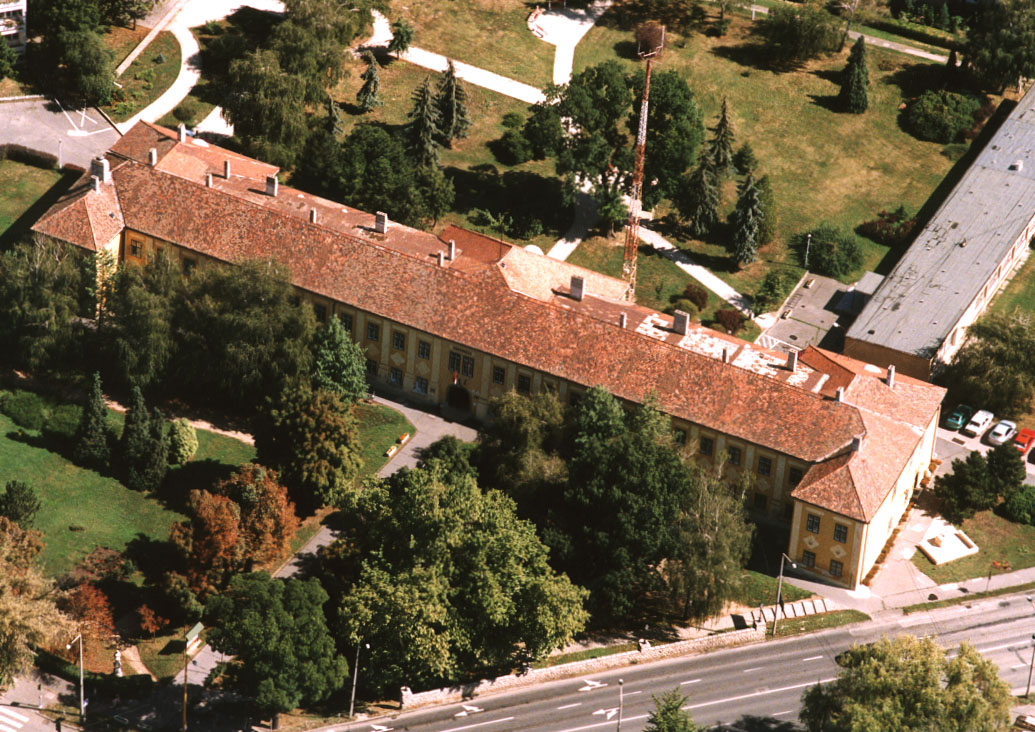
Esterházy-kastély

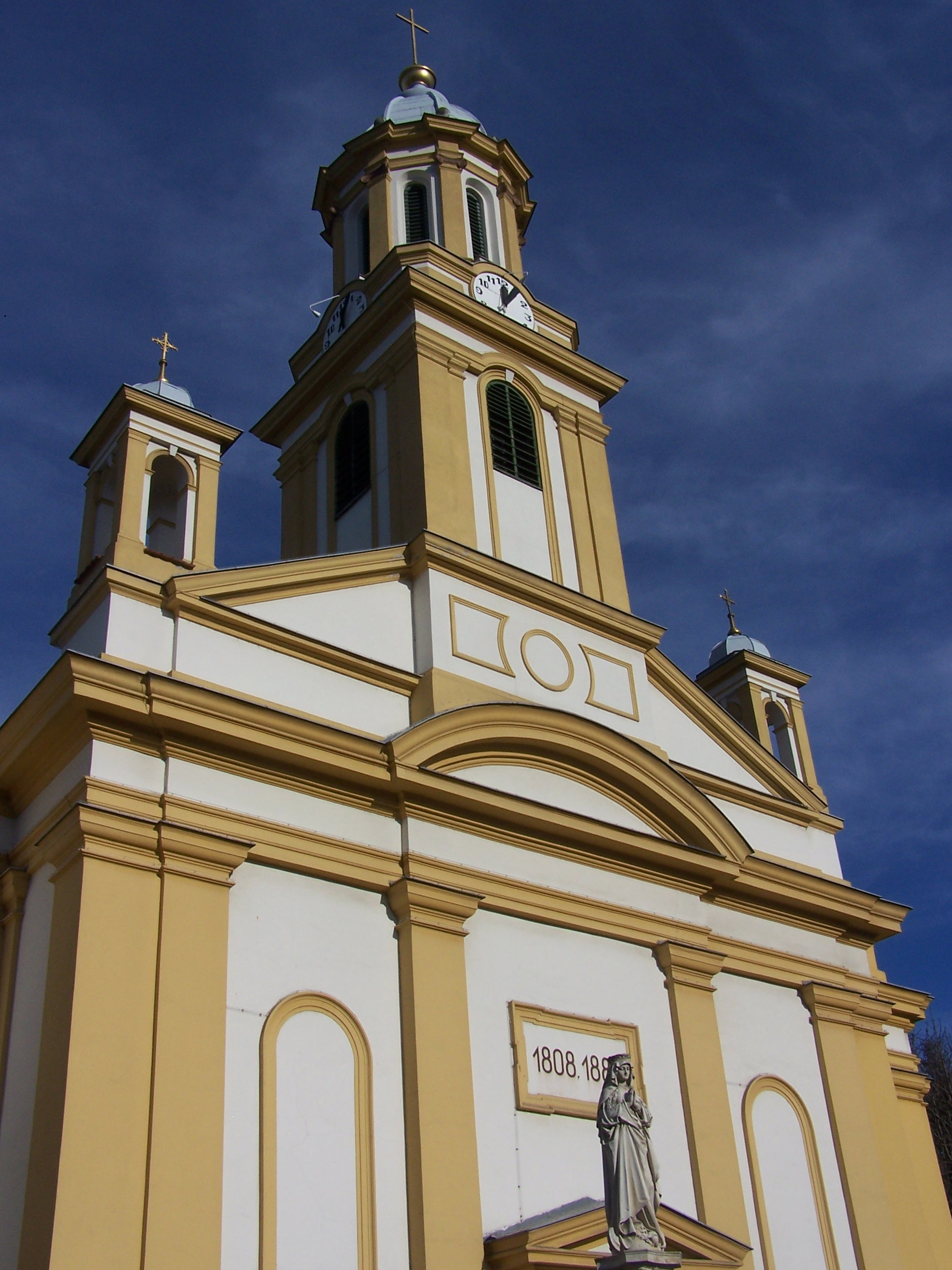
Szt. Anna rk. templom

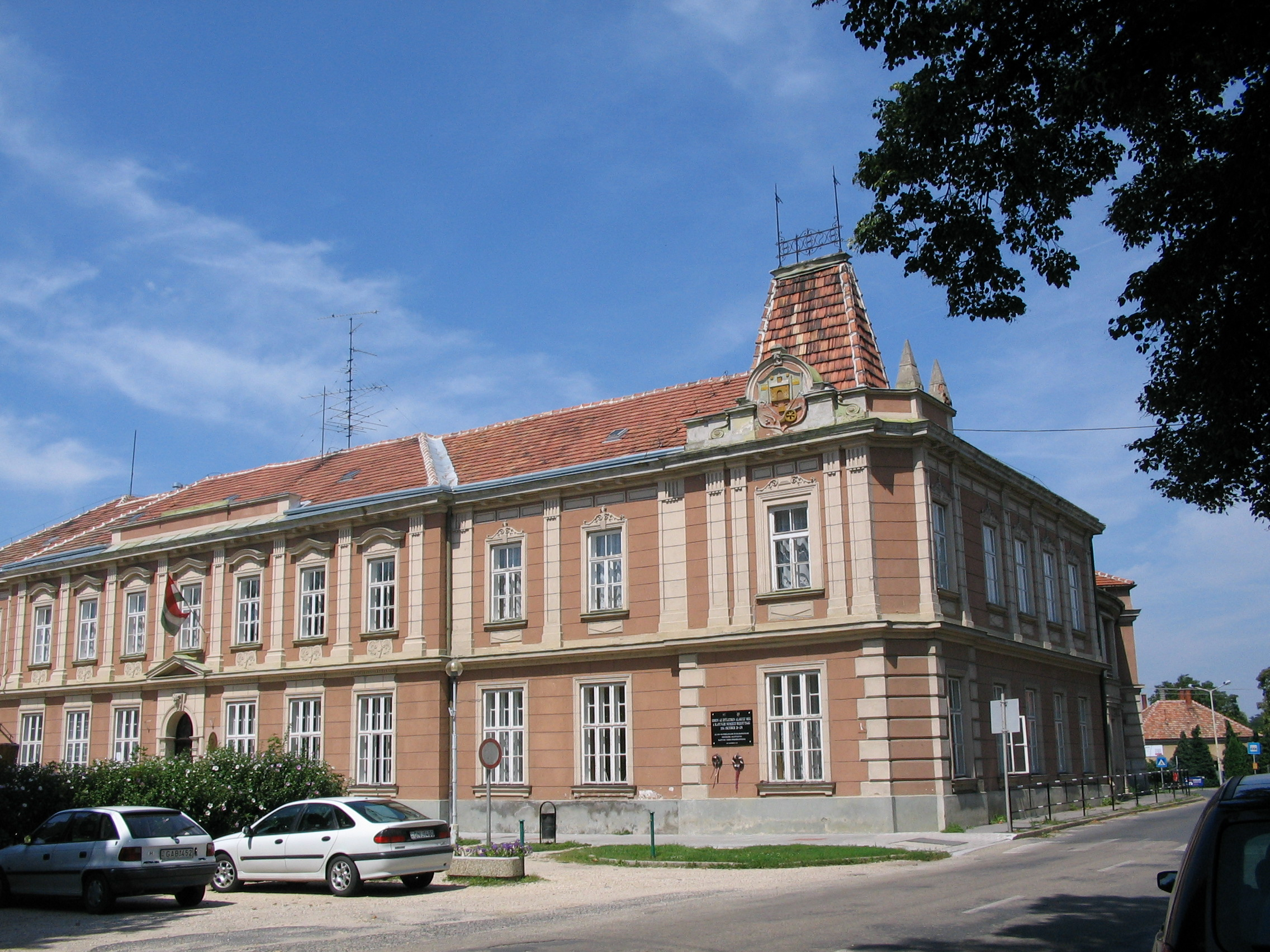
A katolikus általános iskola

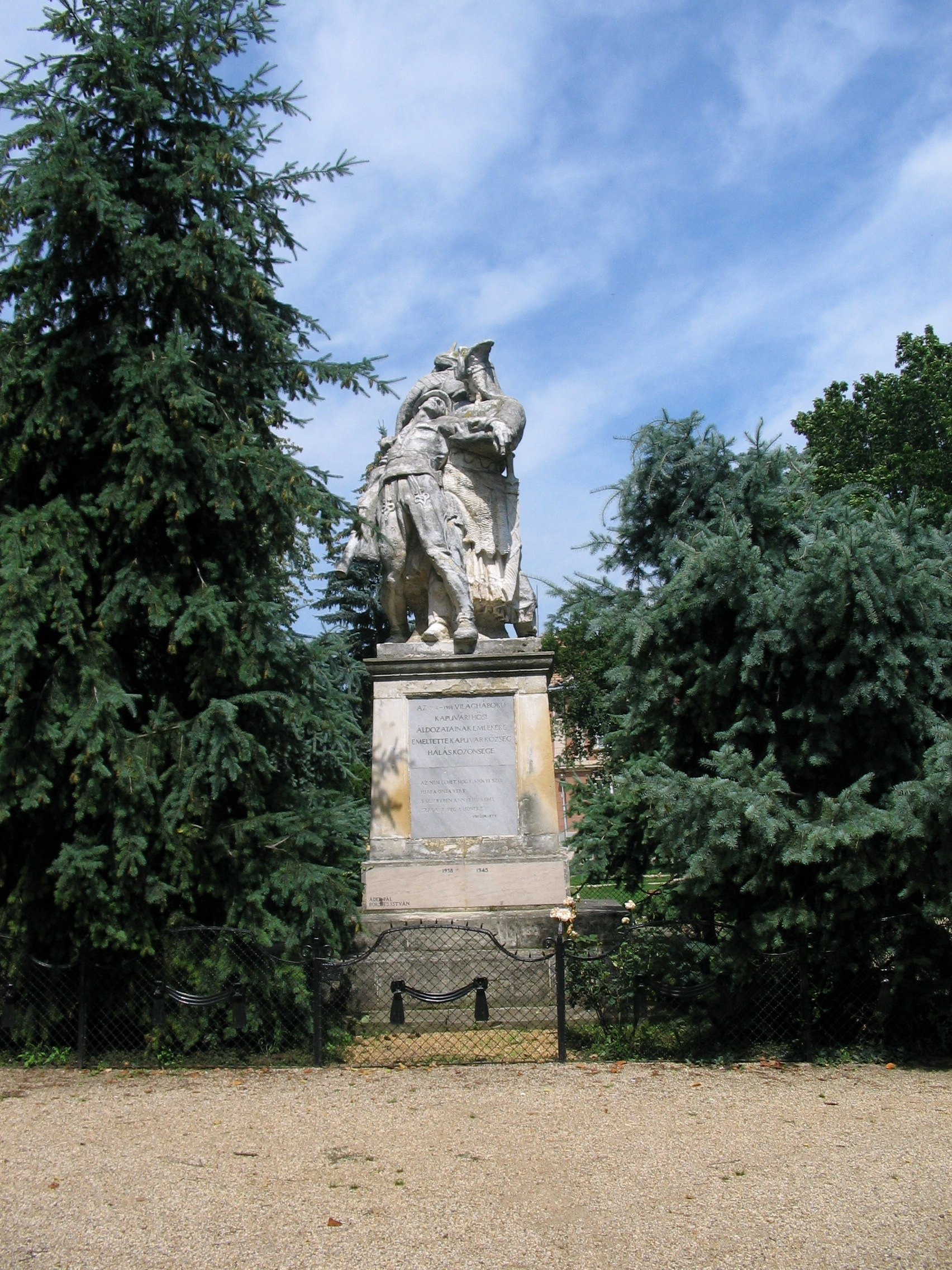
I. világháborús hősi emlékmű

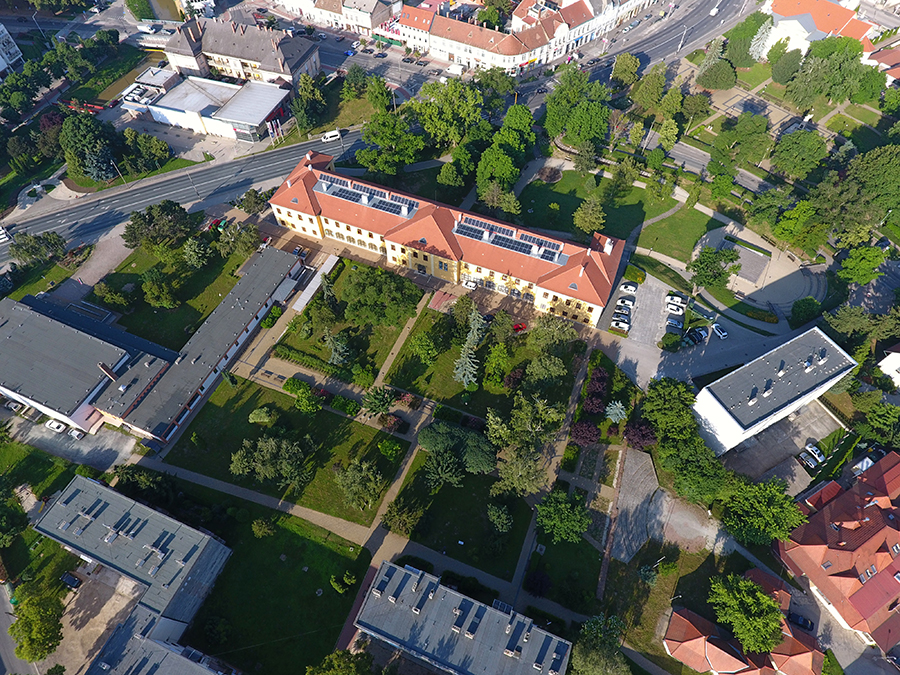
A Rábaközi Múzeum légifotón

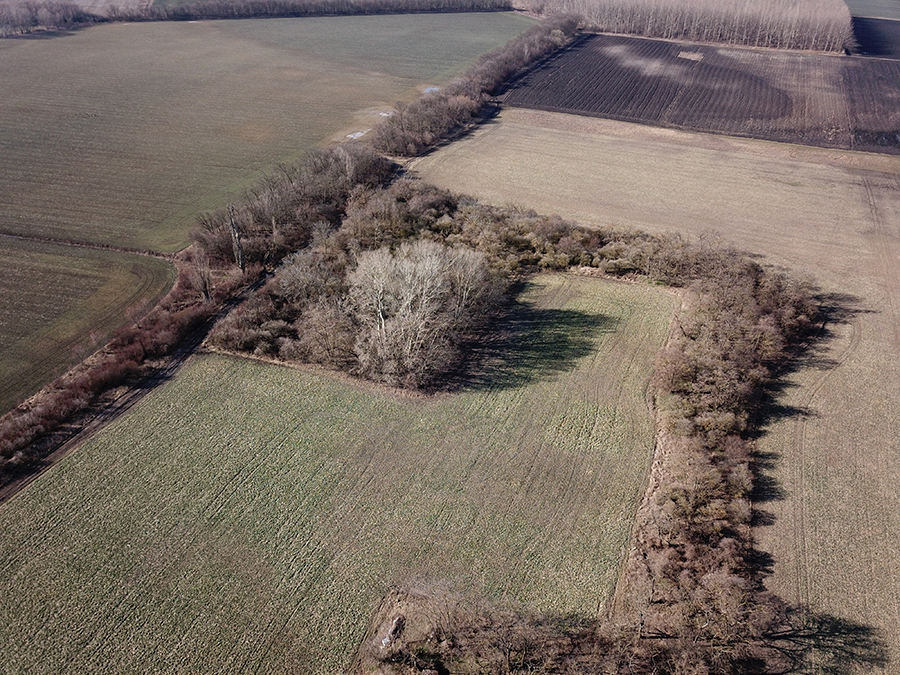
Kapuvár várhelyei légifelvételen

Kapuvár (németül: Kobrunn) város Győr-Moson-Sopron vármegyében, a Kapuvári járás székhelye. A megye negyedik legnépesebb települése.

## Fekvése
Győr-Moson-Sopron vármegye egyik városa, Győr és Sopron között félúton. Neve az egykori nyugati gyepűrendszer megerősített, védett átjárójára, kapujára utal. Sokáig Kapunak mondták; a Kapuvár szóhasználat csak a 17. századtól terjed, és igazán általánossá a 18. században vált.
A Kisalföldön, a Győri-medence nyugati csücskében, két kistáj – a Rábaköz és a Hanság – találkozásánál fekszik. Északi, természetes határa a Hanság-főcsatorna, ami egyúttal a magyar–osztrák határ is. Keleten és délen kisebb települések külterületeivel határos, míg nyugaton ismét természetes határa van, a Répce folyó.

### Megközelítése
A város főutcája a 85-ös főút, valamint érinti az M85-ös autóút is, így közúton könnyen megközelíthető Budapest-Győr és Sopron felől is; emellett azonban jól elérhető több más közlekedési eszközzel is. Vasúton a Győr–Sopron-vasútvonal és annak Kapuvár vasútállomása, légi közlekedés szempontjából pedig a magánfenntartású fertőszentmiklósi repülőtér, valamint az ausztriai schwechati nemzetközi repülőtér ad lehetőséget a város megközelítésére.
Az M1-es autópálya Győrnél mintegy 40, Mosonmagyaróvár felől mintegy 50 kilométeres, az A3-as autópálya Cinfalvánál (Siegendorf) 60, az A4-es Pándorfalunál (Parndorf) 50 kilométeres távolságban érhető el.
A környező települések közül Oslival és azon keresztül Bősárkánnyal a 8514-es, Fertőd-Tőzeggyármajorral és azon keresztül Pomoggyal (Pamhagen) a 8529-es, Szilsárkánnyal a 8601-es, Beleddel a 8611-es, Hövejjel, Himoddal és Gyóróval a 8613-as utak kötik össze. Kerékpárút köti össze Vitnyéddel és Vallával (Wallern im Burgenland).

## Éghajlata
Éghajlata mérsékelten szárazföldi, változékonyságát főként az óceáni légtömegek okozzák. Az évi átlagos középhőmérséklet: 9,8 °C (a téli minimum: -13,7 °C, a nyári maximum: +32,6 °C). A Lajta és a Duna völgyében, a Cseh- és a Bécsi-medence felől akadálytalanul érkező légtömegek hatására az uralkodó szélirány az északnyugati. E légtömegek állandó áramlása miatt évente mindössze 30–40 napon van szélcsend. Az éves csapadék átlag 660 mm; az esős napok száma 115 körül, a havas napoké 18-25.

## A város címere
A címer leírása Kapuvár Város Önkormányzatának rendelete szerint:
- „Hullámos osztású csücskös talpú pajzs. A felső mező kék, a közepén ezüst várfal, ennek közepén kapu, félig felvont zuhanóráccsal.
- A kaputól jobbra és balra függőlegesen elhelyezett három-három ablaknyílás. A várfal cseréppel fedett, felette cölöphelyen emelkedő, ezüst színű, cseréppel fedett kúpos torony.
- A torony tetején kereszt.
- A várfal mindkét oldalán ezüst rúdon kifelé lobogó vörös-fehér-zöld lobogó van elhelyezve.
- A kúpos torony és a zászlók között, mindkét oldalon ezüst színű hatágú csillag díszlik.
- A vörös színű alsó mezőben ezüst színnel középen dob, dobverőkkel, jobbról kivont szablya, alatta pisztoly és három ágyúgolyó. Balról fokos, alatta ágyú." (Az 1991. évi, 2004-ben kiegészített rendelet 1. §-a).

## Története
Kapuvár területe az ősidők óta lakott hely. A csiszolt kőkorszakból és a korai vaskorból (hallstatti kultúra) is jelentős leletanyag került elő.
Szomszédságában egykori földvárakat (Földvár, Feketevár) találunk. A Kapuvártól északra lévő Földvár ásatása (Nováki Gyula a középkori magyar föld-favárak egyetemes jellegzetességének tekintett égett sáncot tárt fel). A babóti várat (Feketevár) valószínűleg később, a 13. században emelték. Az egykori múzeumigazgató, Faragó Sándor egy 1962-es tanulmányában úgy vélte, hogy e két erősség az illírek egykori védelmi vonalának lehetett, de később ezt az álláspontját felülvizsgálta. Mindenesetre a környékről gazdag illír és avar leletanyag került elő.
Az ismeretlen okból kialakult, adatokkal alá nem támasztott 19. századi hagyomány szerint a honfoglalás után Sur vezér nemzetsége telepedett le e tájon. A 10–11. század fordulóján itt volt a gyepűrendszer megerősített kapuja.
A város nevét egy 1162-es oklevélben találták meg; ebben III. István király megjutalmazott egy Farkas nevű jobbágyot a soproni vár népéből, amiért jelentette, hogy a hűtlenek Kapu várát el akarják foglalni. Kapu vára a királyi birtokok egyik gazdasági központja, a nyugatra vezető utak kapuja, a nyugati gyepűrendszer részeként fontos védelmi szerepet töltött be. Első, név szerint ismert várnagya egy bizonyos Ditrik volt 1296-ban (1291-ben?).
1350-ben I. Lajos már adományozott a várhoz tartozó földekből a Kanizsai családnak. A várat és tartozékait 1387-ben Zsigmond király adta Kanizsai Jánosnak és fiainak. Ekkor kezdődött meg Kapuvár királyi birtokból családi nagybirtokká való válása. 1536-ban a Kanizsai család fiúágon kihalt. Az akkor 14 éves Orsolyát Nádasdy Tamás vette feleségül, és ezzel Kapuvár térsége a Nádasdyak birtoka lett. 1550-ben már volt itt iskolamester. 1558-ban mezővárossá vált.
A törökök egyes szerzők szerint 1594-ben foglalták el.
1663-ban Nádasdy Ferenc engedélyezte, hogy a vártól másfél kilométerre lévő puszta helyen megtelepedjenek: ott alakult meg Garta, amit 1922-ben csatoltak a városhoz. A Wesselényi-összeesküvésben részt vett Nádasdy Ferencet 1671-ben kivégezték, birtokait 1681-ben örökjogon Esterházy Pál nádor szerezte meg magának, ezzel Kapuvár az Esterházyak óriási uradalmának része lett.
A Rákóczi-szabadságharc idején a várért jelentős harcok dúltak, végül a kurucok felrobbantották. A maradványokat az Esterházyak kastéllyá építették át. Ahogy a település katonai jelentősége megszűnt, az Esterházyak sorra elvették a város lakóinak kiváltságait. A terhek növekedése egyre növelte az elégedetlenséget, ami az 1826-os felkelésben (parasztlázadásban) csúcsosodott ki. A 19. század második fele gazdasági fellendülést hozott, amit a belvárosban álló jelentős középületek sora jelez. Báró Berg Gusztáv 1864-ben bérbe vette és sikeres mintagazdasággá fejlesztette a kapuvári uradalmat.
Az 1871-es községi törvény (1871: XVIII. tc.)mezővárosból nagyközséggé minősítette vissza, fejlődése azonban tovább gyorsult. Még abban az évben megalakult az Önkéntes Tűzoltó Egyesület, 1872-ben a Sopron megyei Első Takarékpénztár. Az 1870-es években építették a 750 mm nyomtávú gazdasági vasutat, ami az uradalom addig nehezen megközelíthető majorjait (Lászlómajor, Mekszikópuszta, Nyáros major, Tőzeggyár, Öntésmajor, Földvár) kötötte össze. A vasutat 1978. december 31-én szüntették meg és utána hamarosan a síneket is felszedték. 1875-ben készült el a gartai elemi iskola. 1880-ban alakult meg a Rábaszabályozó Társulat. 1883-ban épült fel a mai formájában a Szent Anna templom, 1887-ben 30 ággyal kezdett működni a kórház. 1884-ben megindult a tanoncképzés és a polgári iskolai oktatás is. 1894-ben gőzmalom épült, két évvel később artézi kutat fúrattak.
A környék fejlesztésében elévülhetetlen érdemeket szerzett Berg Gusztáv által alkalmazott korszerű agrotechnika miatt kialakult a munkanélküliség. Ezért sokan kivándoroltak Amerikába.
A trianoni békeszerződés következtében Sopron vármegye székhelye rövid időre Kapuvár lett, ez az állapot azonban a Soproni népszavazás következtében megszűnt.[forrás?] A magyarországi Tanácsköztársaság alatt a Szamuely Tibor vezette vörösterroristák 1919. június 8-án nyilvánosan felakasztottak hat embert.
A két világháború közötti időszak további fejlődést hozott, kövezett utak, járdák épültek, bevezették a villanyvilágítást, majd az Esterházy család 1924-ben húsárugyárat alapított, mely kedvezően hatott az állattenyésztés fejlődésére.

### A város mai élete
A mai városkép az 1945 utáni fejlődés eredménye. 1949-ben megalakult az első termelőszövetkezet. Az 1950-es és ’60-as években a megye jelentős élelmiszer-, könnyű- és gépipari központjává vált. Az ipar fejlesztése a mezőgazdaság fejlesztésétől időben lemaradva kezdődött, az igazán meghatározó fejlesztések [970 után kezdődtek. Lakótelepek, új iskola|iskolák, művelődési ház, színházterem, strandfürdő, múzeum létesült.
Kapuvár 1969. október 1-jén kapott városi rangot. Ezzel egy időben megszűnt a Kapuvári járás, viszont – az országban első ízben – négy szomszédos községet Kapuvár városkörnyéki községévé nyilvánítottak.
Az 1990-es évek után tovább folytatódó fejlesztések eredménye az ipari park, valamint a városi strand és termálfürdő mellé tervezett Hanság Üdülőpark. A nagy múltú település műemlékei, múzeuma, termálfürdője, a Fertő–Hanság Nemzeti Park bemutató háza, változatos városi rendezvényei sok, a térséget felkereső turistát vonzanak, akiket színvonalas vendéglátóhelyek várnak. 2013-tól a Kapuvári járás székhelye ismét.

## Közélete

### Polgármesterei
- 1990–1994: Varga Gyula (nem ismert)[5]
- 1994–1998: Dr. Bíró Péter (EKGP-FKgP-MDF-KDNP)[6]
- 1998–2002: Dr. Bíró Péter (KDNP-FKgP-MDNP-MIÉP)[7]
- 2002–2006: Dr. Bíró Péter (MDF-MKDSZ)[8]
- 2006–2010: Hámori György (Fidesz-KDNP-Fidelitas-KPT-VP)[9]
- 2010–2014: Hámori György (Fidesz–KDNP)[10]
- 2014–2019: Hámori György (Fidesz–KDNP)[11]
- 2019–2024: Hámori György (Fidesz-KDNP)[12]
- 2024– : Horváth László (Fidesz-KDNP)[1]

## Oktatási intézmények
- Király-tó Óvoda és Bölcsőde
- Kapuvár Térségi Általános Iskola
- Páli Szent Vince Katolikus Gimnázium, Általános Iskola és Óvoda
- Berg Gusztáv Szakiskola
- Dr. Barsi Ernő Alapfokú Művészeti Iskola
- Metrum Zeneiskola - Alapfokú Művészetoktatási Intézmény

## Egészségügyi és szociális intézmények
- Kapuvár Térségi Szociális és Gyermekjóléti Szolgálati Társulás
- Kapuvári Kéz-Mű és Szociális Foglalkoztató Nonprofit Közhasznú Kft.
- Lumniczer Sándor Kórház-Rendelőintézet
- Nyitott Kapu-Vár Térségi Szociális Szolgáltató Központ

## Népesség
A település népességének változása:
| Lakosok száma | 10 498 | 10 448 | 10 281 | 9959 | 9953 | 10 024 |
|               | 2013   | 2014   | 2018   | 2022 | 2023 | 2024   |

A 2011-es népszámlálás során a lakosok 88,9%-a magyarnak, 2,5% cigánynak, 1,2% németnek, 0,2% románnak mondta magát (11% nem nyilatkozott; a kettős identitások miatt a végösszeg nagyobb lehet 100%-nál). A vallási megoszlás a következő volt: római katolikus 72,9%, református 1%, evangélikus 1,6%, görögkatolikus 0,1%, felekezeten kívüli 3,1% (20,3% nem nyilatkozott).
2022-ben a lakosság 93,6%-a vallotta magát magyarnak, 1,8% cigánynak, 1,1% németnek, 0,2% ukránnak, 0,1-0,1% horvátnak, bolgárnak, szlováknak és románnak, 1,8% egyéb, nem hazai nemzetiségűnek (6,2% nem nyilatkozott; a kettős identitások miatt a végösszeg nagyobb lehet 100%-nál). Vallásuk szerint 62% volt római katolikus, 1,6% evangélikus, 1,5% református, 0,2% görög katolikus, 0,1% ortodox, 0,7% egyéb keresztény, 1% egyéb katolikus, 4,5% felekezeten kívüli (28,4% nem válaszolt).

## Látnivalói
- Rábaközi Múzeum
- Hanság Élővilága Kiállítás
- Vízimalom
- Esterházy-kastély
- Flóra Gyógyfürdő
- Szent Anna római katolikus templom
- Szent Sebestyén római katolikus templom

## Képek

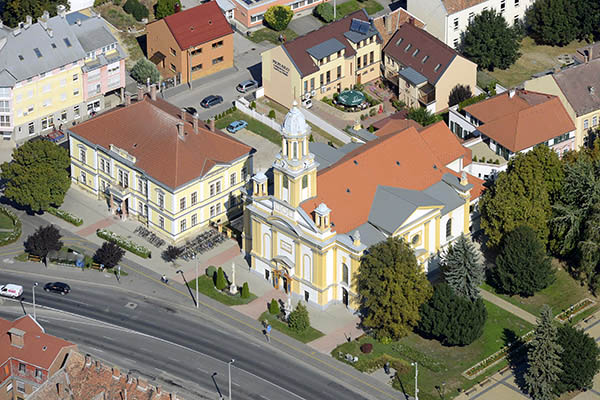
Szent Anna-templom
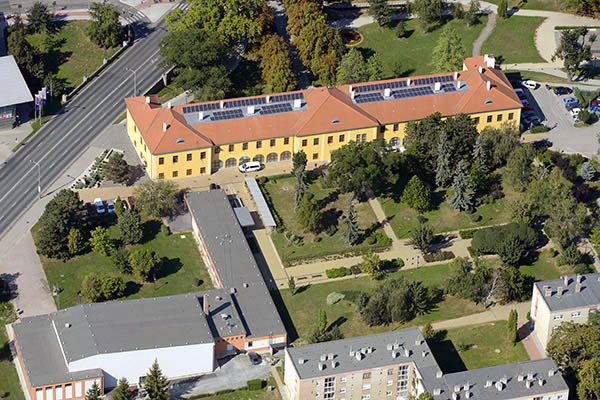
Esterházy-kastély
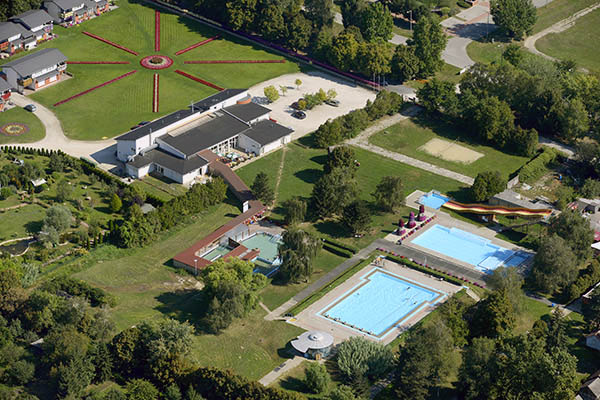
Flóra Termálfürdő
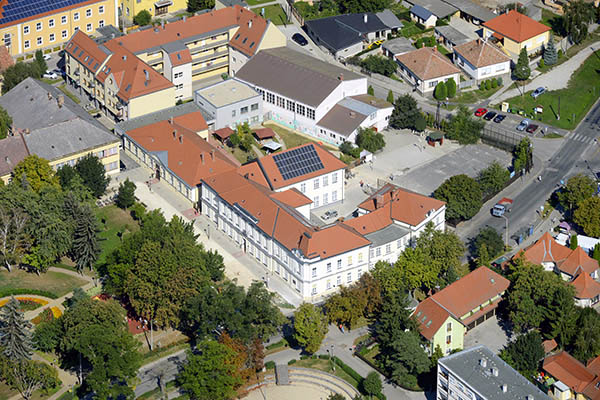
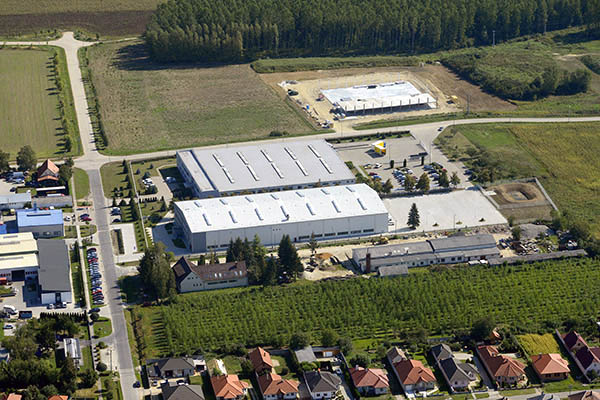

## Nevezetes emberek
- Itt született Vargyas István (1717–1751) tanár; fő műve a latin-magyar szótár
- Itt született Lumniczer Sándor (1821. március 29. – 1892. január 30.) sebészorvos, akinek a kapuvári kórház a nevét felvette.
- Berg Gusztáv, báró (1828–1903) mérnök, a kapuvári uradalom vezetőjeként rendkívül sokat tett Kapuvárért, nevéhez számos fejlesztés kötődik, személye alapvetően hozzájárult ahhoz, hogy Kapuvár város lehetett. Nevét Kapuvár szakközépiskolája viseli.
- Itt született Mohl Antal (1836. április 10. – 1916. december 28), a győri székesegyház kanonokja, később nagyprépostja.
- Itt született Lukácsy Lajos (Garta,[15] 1876. május 1. – ?) szobrászművész, közismert alkotása a keszthelyi Georgikon 10. évfordulójára készített Festetics György szobra
- Itt született Bodor Ödön (1882. január 24. – 1927. január 22.) olimpiai bronzérmes atléta, labdarúgó
- Itt született Pátzay Pál (1896. szeptember 17. – 1979. szeptember 14.) kétszeres Kossuth-díjas szobrászművész
- Itt született Murányi Antal (1897. június 19. – 1957. április 9.) gyógypedagógus, a hallássérült gyermekek differenciált oktatásának egyik fáradhatatlan szorgalmazója.
- Itt született Szigethy Attila (1912. március 10. – 1957. augusztus 12.) parasztpárti politikus, 1956-os forradalmár
- Itt született Reigl Judit (1923. május 1. – 2020. augusztus 7.) nemzetközi hírű festőművész
- Itt született Gábori Miklós (1925. december 3. – 1996. augusztus 9.) régész, antropológus
- Itt született Lámfalussy Sándor, báró (1929. április 26. – 2015. május 9.) közgazdász, jegybankár, az Európai Monetáris Intézet elnöke, az euró atyja
- Itt született Sárándi Imre (1930. november 12. – 1986. november 9.) jogtudós
- Itt született Dr. Havasiné dr. Orbán Mária (1952. szeptember 12. –) magyar jogász, a Győri Ítélőtábla elnöke
- Itt született Borsodi Csaba (1954) az ELTE Bölcsészettudományi Kar egykori dékánja
- Itt született Kováts Adél (1962. június 18.) Kossuth- és Jászai Mari-díjas színésznő
- Itt született Ábrahám Attila (1967. április 29.) olimpiai bajnok kajakozó, sportvezető
- Itt született Kocsis Géza (1969. május 7.) író és tanár
- Itt született Németh Juci (1977. május 3.) énekesnő
- Itt született Dukai Regina (1983. augusztus 5.) modell, énekesnő
- Itt született Hoffer Károly (1985) bábszínész
- Itt született Boros Tamás „Essemm” (1988. július 5.) rapzenész
- Itt töltötte gyermekkorát Cserpes Laura (1988. július 13.) énekesnő
- Itt született Horváth Bernadett (1990. május 10.) nemzeti válogatott kézilabdázó[16]
- Itt született Kisfaludy Anett (1991. augusztus 29.) nemzeti válogatott kézilabdázó

## Testvérvárosai
- Mosontarcsa, Ausztria
- Obzor, Bulgária